# Effectif des équipes à la Coupe des confédérations 1999
Voici la liste des joueurs sélectionnés pour la Coupe des confédérations 1999, au Mexique.

## Groupe A

### Arabie saoudite
- Gardiens
  - 1 Mohamed Al-Deayea ( Al Ta'ee Ha'il)
  - 11 Tisir Al-Antaif ( Al Ittifaq Dammam)
  - 12 Hussein Al-Sadiq ( Al Ittihad Djeddah)

- Défenseurs
  - 2 Mohammed Al-Jahani ( Al Ahly Djeddah)
  - 3 Mohammed Al-Khilaiwi ( Al Ittihad Djeddah)
  - 4 Abdullah Zubromawi ( Al Ahly Djeddah)
  - 5 Saleh Al-Dawod ( Al Shabab Riyad)
  - 16 Ibrahim Al-Shokia ( Al Nasr Riyad)
  - 13 Hussein Sulimani ( Al Ahly Djeddah)
  - 17 Abdullah Al-Waked ( Al Shabab Riyad)
  - 20 Mohsin Harthi ( Al Nasr Riyad)

- Milieux
  - 6 Ibrahim Al-Harbi ( Al Nasr Riyad)
  - 7 Ibrahim Al-Shahrani ( Al Ahly Djeddah)
  - 8 Mohammed Noor ( Al Ittihad Djeddah)
  - 9 Marzouk Al-Otaibi ( Al Shabab Riyad)
  - 10 Khaled Gahwji ( Al Ahly Djeddah)
  - 15 Fahad Al-Subaie ( Al Shabab Riyad)

- Attaquants
  - 14 Abdullah Bin Shehan ( Al Shabab Riyad)
  - 18 Nawaf Al-Temyat ( Al Hilal Riyad)
  - 19 Hamzah Idris ( Al Ittihad Djeddah)

- Sélectionneur :  Milan Máčala

### Bolivie
- Gardiens
  - 1 José Fernández ( Club Blooming)
  - 12 Sergio Galarza ( Real Santa Cruz)

- Défenseurs
  - 2 Juan Manuel Peña ( Real Valladolid)
  - 3 Ronald Arana ( The Strongest)
  - 5 Óscar Carmelo Sánchez ( Club Atlético Independiente)
  - 18 Gustavo Quinteros ( Argentinos Juniors)
  - 19 Iván Castillo ( Gimnasia y Esgrima)
  - 20 Renny Ribera ( Club Blooming)

- Milieux
  - 4 Lorgio Álvarez ( Club Blooming)
  - 6 Luis Cristaldo ( Real Sporting de Gijón)
  - 8 Ruben Tufiño ( Club Blooming)
  - 10 Marco Etcheverry ( D.C. United)
  - 14 Erwin Sánchez ( Boavista FC)
  - 16 Vladimir Soria ( Club Bolívar)
  - 17 Raúl Justiniano ( Club Blooming)

- Attaquants
  - 7 Limberg Gutiérrez ( Club Blooming)
  - 9 Jaime Moreno ( D.C. United)
  - 11 Gonzalo Galindo ( Club Jorge Wilstermann)
  - 13 Joaquín Botero ( Club Bolívar)
  - 15 Martín Menacho ( Club Blooming)

- Sélectionneur :  Héctor Veira

### Égypte
- Gardiens
  - 1 Nader El-Sayed ( FC Bruges)
  - 16 Essam El-Hadary ( Al Ahly SC)

- Défenseurs
  - 2 Ibrahim Hassan ( Al Ahly SC)
  - 3 Mohamed Emara ( Hansa Rostock)
  - 5 Samir Kamouna ( 1.FC Kaiserslautern)
  - 6 Medhat Abdelhadi ( Kocaelispor)
  - 7 Mohamed Youssef ( Al Ahly SC)
  - 15 Abdel El-Saqua ( Al-Mansurah Club)

- Milieux
  - 4 Hany Ramzy ( 1.FC Kaiserslautern)
  - 8 Yasser Radwan ( Hansa Rostock)
  - 11 Yasser Rayyan ( Al Ahly SC)
  - 12 Hady Khashaba ( Al Ahly SC)
  - 17 Ahmed Hassan ( Kocaelispor)
  - 18 Hossam Abdelmoneim ( Zamalek)
  - 20 Walid Salah El Din ( Al Ahly SC)

- Attaquants
  - 9 Hossam Hassan ( Al Ahly SC)
  - 10 Abdel Sattar Sabry ( PAOK)
  - 13 Abdul Hamid Bassiouny ( Zamalek)
  - 14 Hazem Emam ( De Graafschap)
  - 19 Khaled Al Amin ( Ismaily SC)

- Sélectionneur : Mahmoud Al-Gohary

### Mexique
- Gardiens
  - 1 Jorge Campos ( Pumas UNAM)
  - 12 Óscar Pérez ( CD Cruz Azul)

- Défenseurs
  - 2 Claudio Suárez ( Chivas de Guadalajara)
  - 3 Joel Sánchez ( Club América)
  - 4 Rafael Márquez ( CF Atlas)
  - 14 Isaac Terrazas ( Club América)
  - 18 Salvador Carmona ( Toluca)

- Milieux
  - 5 Gerardo Torrado ( Pumas UNAM)
  - 6 Germán Villa ( Club Necaxa)
  - 7 Ramón Ramírez ( UANL Tigres)
  - 8 Alberto García Aspe ( Club América)
  - 13 Pável Pardo ( Club América)
  - 16 Jesús Arellano ( Chivas de Guadalajara)
  - 19 Miguel Zepeda ( CF Atlas)
  - 20 Rafael García ( Toluca)

- Attaquants
  - 9 José Manuel Abundis ( Toluca)
  - 10 Cuauhtémoc Blanco ( Club América)
  - 11 Daniel Osorno ( CF Atlas)
  - 15 Luis Hernández ( UANL Tigres)
  - 17 Francisco Palencia ( CD Cruz Azul)

- Sélectionneur : Manuel Lapuente

## Groupe B

### Allemagne
- Gardiens
  - 1 Jens Lehmann ( Milan AC)
  - 12 Robert Enke ( Borussia Mönchengladbach)

- Défenseurs
  - 2 Christian Wörns ( Paris Saint-Germain)
  - 3 Jörg Heinrich ( AC Fiorentina)
  - 4 Thomas Linke ( Bayern Munich)
  - 5 Mustafa Dogan ( Fenerbahçe SK)
  - 17 Heiko Gerber ( 1.FC Nuremberg)

- Milieux
  - 6 Ronald Maul ( Arminia Bielefeld)
  - 7 Mehmet Scholl ( Bayern Munich)
  - 8 Dariusz Wosz ( VfL Bochum)
  - 10 Lothar Matthäus ( Bayern Munich)
  - 14 Frank Baumann ( 1.FC Nuremberg)
  - 15 Michael Ballack ( 1.FC Kaiserslautern)
  - 16 Bernd Schneider ( Eintracht Francfort)
  - 18 Lars Ricken ( Borussia Dortmund)
  - 19 Horst Heldt ( TSV Munich 1860)

- Attaquants
  - 9 Olaf Marschall ( 1.FC Kaiserslautern)
  - 11 Michael Preetz ( Hertha BSC Berlin)
  - 13 Oliver Neuville ( Hansa Rostock)
  - 20 Paulo Rink ( Bayer Leverkusen)

- Sélectionneur : Erich Ribbeck

### Brésil
- Gardiens
  - 1 Dida ( Corinthians)
  - 12 Marcos ( Palmeiras)

- Défenseurs
  - 2 Evanílson ( Cruzeiro)
  - 3 Odvan ( Vasco da Gama)
  - 4 João Carlos ( Corinthians)
  - 6 Serginho ( São Paulo FC)
  - 13 César Belli ( Portuguesa)
  - 14 Luiz Alberto ( Flamengo)
  - 16 Athirson ( Flamengo)

- Milieux
  - 5 Flávio Conceição ( Deportivo La Corogne)
  - 8 Émerson ( Bayer Leverkusen)
  - 10 Alex ( Palmeiras)
  - 11 Zé Roberto ( Bayer Leverkusen)
  - 15 Marcos Paulo ( Cruzeiro)
  - 17 Beto ( Flamengo)
  - 20 Vampeta ( Corinthians)

- Attaquants
  - 7 Ronaldinho ( Grêmio)
  - 9 Christian ( Internacional)
  - 18 Roni ( Fluminense)
  - 19 Warley ( São Paulo FC)

- Sélectionneur : Vanderlei Luxemburgo

### États-Unis
- Gardiens
  - 1 Brad Friedel ( Liverpool FC)
  - 18 Kasey Keller ( Rayo Vallecano)

- Défenseurs
  - 3 Gregg Berhalter ( Cambuur Leeuwarden)
  - 4 Robin Fraser ( Los Angeles Galaxy)
  - 5 C. J. Brown ( Chicago Fire)
  - 12 Jeff Agoos ( D.C. United)
  - 14 Matt McKeon ( Colorado Rapids)
  - 16 Carlos Llamosa ( D.C. United)
  - 17 Marcelo Balboa ( Colorado Rapids)

- Milieux
  - 2 Frankie Hejduk ( Bayer Leverkusen)
  - 6 John Harkes ( New England Revolution)
  - 7 Eddie Lewis ( San Jose Clash)
  - 8 Earnie Stewart ( NAC Breda)
  - 11 Paul Bravo ( Colorado Rapids)
  - 13 Cobi Jones ( Los Angeles Galaxy)
  - 15 Richard Williams ( D.C. United)
  - 19 Ben Olsen ( D.C. United)

- Attaquants
  - 9 Joe-Max Moore ( New England Revolution)
  - 10 Jovan Kirovski ( Borussia Dortmund)
  - 20 Brian McBride ( Columbus Crew)

- Sélectionneur : Bruce Arena

### Nouvelle-Zélande
- Gardiens
  - 1 Jason Batty ( Geylang United)
  - 19 Michael Utting ( Supersport United)
  - 20 Ross Nicholson ( Central United FC)

- Défenseurs
  - 3 Sean Douglas ( Carlton S.C.)
  - 4 Che Bunce ( Breiðablik Kopavogur)
  - 5 Jonathan Perry ( Metro A.F.C.)
  - 14 Ryan Nelsen ( Greensboro College)
  - 15 Ivan Vicelich ( Central United FC)
  - 18 Scott Smith ( Woking Football Club)

- Milieux
  - 2 Chris Zoricich ( Brisbane Strikers FC)
  - 6 Gavin Wilkinson ( Perth Glory FC)
  - 7 Mark Burton ( Kickers Emden)
  - 8 Aaran Lines ( VfL Osnabrück)
  - 10 Chris Jackson ( Napier City Rovers AFC)
  - 11 Heremaia Ngata ( North Shore United AFC)
  - 12 Mark Atkinson ( Carlton S.C.)
  - 13 Christian Bouckenooghe ( KSV Roulers)

- Attaquants
  - 9 Paul Urlovic ( Central United FC)
  - 16 Vaughan Coveny ( South Melbourne FC)
  - 17 Mark Elrick ( Central United FC)

- Sélectionneur : Ken Dugdale